# Perla Casinò & Hotel
Perla, Casinò & Hotel je eden izmed hotelov s 4 zvezdicami v Sloveniji z največjim številom sob.

## Zgodovina
Na mestu, kjer danes stoji Perla, je pred tem stal hotel Argonavti, ki so ga odprli leta 1976. Njegova najbolj prepoznavna elementa sta bili rumena plastična streha in velika, betonska sončna ura. V objektu so se poleg hotelskega dela nahajali: ribja restavracija, pivnica s picerijo in z letnim vrtom, slaščičarna in žar klub. V objektu se je nahajal tudi bazen in savne. Ponudbo so dopolnjevale sejne sobe za večje dogodke.
Leta 1993 je na »pogorišču« hotela Argonavti svoja vrata odprl hotel Perla, ki je poleg utečene ponudbe ponujal še bogato igralniško vsebino. 
Leta 2001 je bila Perla popolnoma obnovljena in takrat je postala največji igralniško-zabaviščni center te vrste v Evropi, zgrajen po ameriškem modelu centra, ki pod eno streho ponuja nočitveni in gostinski del, igralnico, teater, diskoteko, center dobrega počutja, sejne sobe in druge vsebine. Decembra leta 2006 je bilo dograjenih dodatnih 143 sob in 8 apartmajev, julija 2007 je prišla na vrsto prenova starega dela hotela. 
Danes je Perla sinonim za največjo igralnico v Evropi in hotel z največ hotelskimi sobami v Sloveniji.

## Ponudba
Hotel nudi 225 sob, 20 apartmaje in 4 luksuzne apartmaje. Igralnica, ki se nahaja v notranjosti objekta, premore 946 igralnih avtomatov in 90 igralnih miz. Redno se izvajajo tudi poker turnirji in večje nagradne igre. Na zunanjem vrtu se nahaja tudi igralnica na prostem – Open Air.
V spodnjih prostorih objekta se nahaja Center dobrega počutja Spa Perla, ki poleg bazena, dveh masažnih bazenov, štirih savn, nudi tudi dva doživljajska tuša s posebnimi efekti, manjši fitnes za hotelske goste, masaže, solarij, kozmetične in lepotne storitve. Na strehi se nahaja Sky Beach - plaža z dvema masažnima bazenoma in več ležalniki, ki je na voljo v poletnih mesecih. 
Kongresni center Perla nudi štiri tehnično polno opremljene dvorane, ki sprejmejo od 20 do 280 oseb, ter prireditveno dvorano za 320 oseb.
Na voljo je še 6 barov in štiri restavracije z različnimi ponudbami – Calypso, Mediterraneo, Oceanis in Atlantis.